# Андреев, Василий Михайлович
Андреев Василий Михайлович (28 декабря (9 января) 1889 — 1 октября 1942) — русский советский прозаик, драматург, журналист, представитель «орнаментальной» прозы в литературе. В 1940-х годах репрессирован.

## Биография
Родился в Петербурге, в семье банковского кассира. Мать занималась воспитанием детей. Окончил четырёхклассное городское училище. В юные годы участвовал в революционном движении 
В 1910 году осужден за убийство жандарма (по словам дочери писателя: «прикрывал распространителя революционных листовок») . С 1910 по 1913 год находился в ссылке в Туруханском крае, откуда бежал. По некоторым сведениям, помог устроить побег Сталину. Амнистирован в честь празднования 300-летия Дома Романовых .
Печататься начал с 1916 года в газетах под псевдонимами Андрей Солнечный, Васька-газетчик, Васька Редактор и др . До 1917 года преимущественно жил в Лигово, после Октябрьского переворота вернулся в Петроград, стал профессиональным литератором .
В конце 1920-х годов, в письме С.Н. Сергееву-Ценскому, Максим Горький отозвался об Андрееве как о писателе, «не поддающемся американизации».
Талантливый бытовик, страдавший запоем и нежно любивший свою болезненную дочь, в комнате у которого не было ничего, кроме койки и конторского стола, он носил в ветхом пустом бумажнике справку о том, что в энном дореволюционном году застрелил полицейского.
В круг литературных знакомств Андреева входили многие известные петроградские писатели и поэты. В 1920-х годах он часто бывал на «субботах» у писателя В. Я. Ленского. Встречался там с Александром Грином, Константином Олимповым, Алексеем Чапыгиным, Борисом Розовым.
В 1930-е квартиру Андреева посещали Ольга Берггольц, Александр Гитович, Михаил Зощенко, Вениамин Каверин, Борис Корнилов, Елизавета Полонская, Александр Прокофьев, Виссарион Саянов, Ольга Форш, Михаил Чумандрин и др.
27 августа 1941 года В. Андреев вышел из дома и не вернулся. Как стало известно позднее из ответа на запрос литературоведа В. Бахтина в КГБ СССР, В. Андреев был арестован Управлением НКВД по Ленинградской области. Обвинялся по статье 58-10 УК РСФСР (антисоветская агитация и пропаганда). Позднее был этапирован в город Мариинск Новосибирской области, где и скончался 1 октября 1942 года «от остановки сердца на почве авитаминоза».
Реабилитирован 23 января 2001 года.

## Творчество
В. М. Андреев — автор прозаических произведений малой и средней формы. Его тексты отличает яркий стиль, имитирующий простонародный сказ. По всей видимости, сильное влияние на Андреева оказало творчество А. М. Ремизова, цитаты из которого можно встретить в некоторых рассказах писателя. См., напр., рассказ «Пальто».
В своей прозе Андреев воссоздает колоритную жизнь трущоб, ночлежек и трактиров времен НЭПа. Его основные персонажи — уличные подростки, мастеровые, обыватели, воры и уголовники. Произведения автора насыщены множеством городских реалий, что позволяет говорить о специфически андреевском образе Петрограда-Ленинграда и заслуживающем внимания исследователей вкладе в «петербургский миф» .
Первый сборник рассказов В. М. Андреева «Канун» вышел в 1924 году в Ленинграде. Затем: «Расколдованный круг» (1926), «Рассказы» (1926), «Славнов двор» (1927), «Волки» (1927), «Гармонист Суворов» (1928), «Преступления Аквилонова» (1929), «Серый костюм» (1930), «Товарищ Иннокентий» (1934), «Повести» (1936), «Комроты шестнадцать» (1937).
По свидетельству дочери писателя, в 1940 году Андреев написал повесть «О пребывании в Туруханском крае И. В. Сталина и событиях, связанных с организацией его побега из ссылки в 1911 г.» Написанный от руки текст В. Андреев послал в Кремль. Ответ через три недели пришёл телеграфом: «Уважаемый Василий Михайлович! Этим хвастаться не надо. Рукопись оставляю. Сталин». Текст рукописи до сих пор не найден.
После войны творчество В. М. Андреева было основательно забыто. Переиздания и новые публикации появились только во время Перестройки: «Канун: повести и рассказы» (1989), «Расколдованный круг: сборник повестей и рассказов» (1990). В последнее время творчество писателя вновь привлекает к себе внимание исследователей.